# 長安寺 (大船渡市)
長安寺（ちょうあんじ）は、岩手県大船渡市日頃市町にある真宗大谷派の寺院。山号は片杉山。本尊は鎌倉時代の作といわれている阿弥陀如来。

## 歴史
寺伝によると、もと天台宗の寺で、開山は気仙郡司金為時4代に嫡孫次郎丸為正（正善坊）で、比叡山で修行の後に帰郷して長安寺を建立、明徳年間（1390年 - 1394年）の22世正光坊のときに浄土真宗に改宗したという。
1556年（弘治2年）に火災のため全焼し、伽藍はすべて江戸期以降のものであるが、山門（1798年（寛政10年））は高さ17.5mの大楼門で、禁制の欅材を許可無く使用したことが仙台藩主の忌避にふれ、以後の造作が許されず「袖なしの門」といわれている。

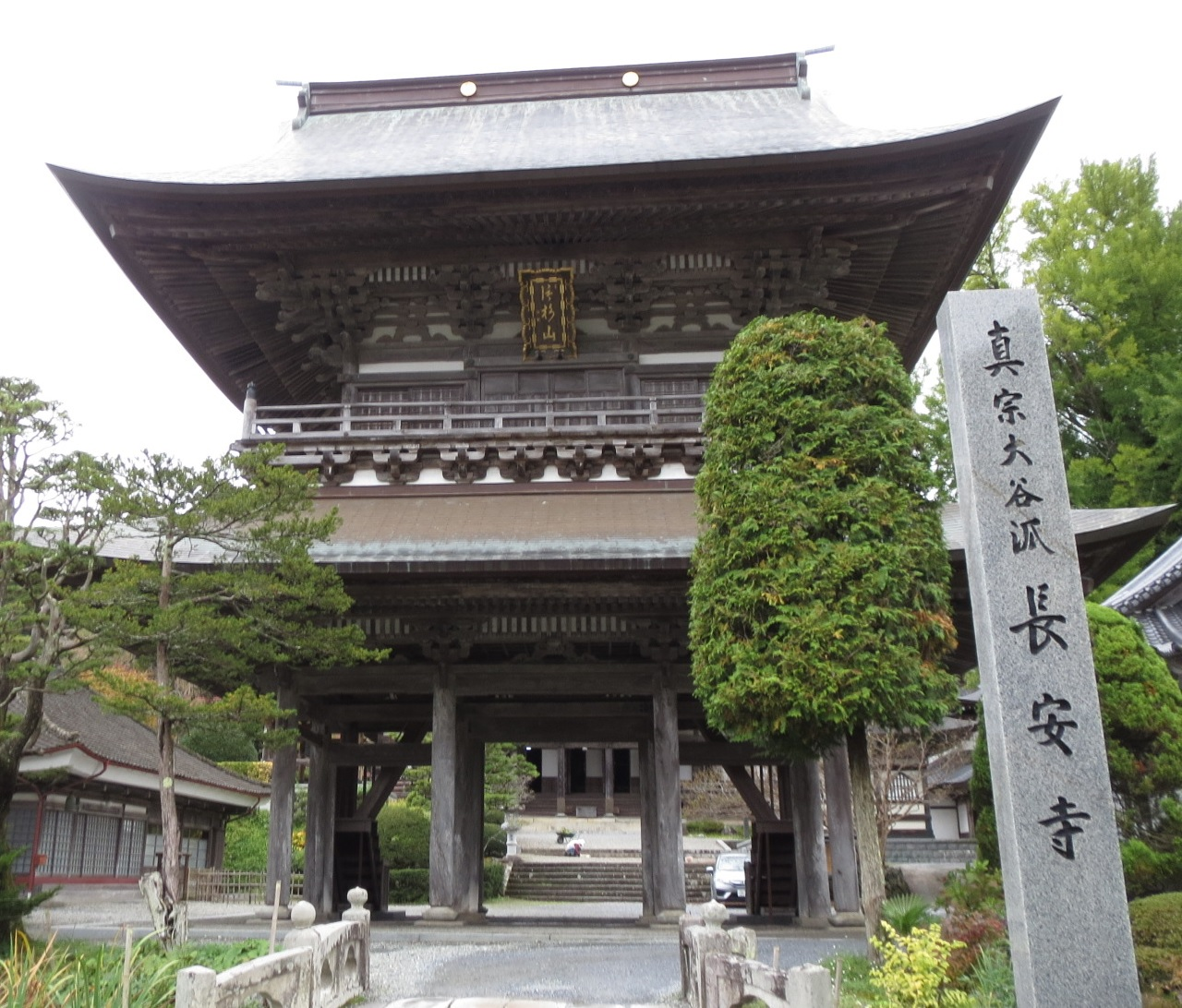
長安寺山門

## アクセス
- JR大船渡線BRT・三陸鉄道リアス線 盛駅より岩手県交通バス利用。
  - ｢大股中井行｣
  - ｢盛岡大船渡線｣

以上の路線に乗車し、｢長安寺｣バス停下車。徒歩10分。